# Ingwaz
Ingwaz, forma primitiva de Ing, un dios germánico, según Tácito uno de los tres hijos de Mannus, junto a Istaev y a Irmin. 

## Mitología germánica
Según los primeros conocimientos de la cultura y mitología germánicas referidos por el historiador romano Tácito, Ing o Ingwaz era el fundador de las tribus germánicas de los ingvaeones, "descendientes de Ingwaz" por definición, que según Tácito se establecían en las fronteras orientales del Rin, del mismo modo que sus hermanos Irmin a Istaev eran los fundadores de los irminones y de los istaevones, respectivamente.

## Runas
La runa Ing hace referencia primordial al dios fundador de las tribus. Estas figuras mitológicas eran en el ideario protoeuropeo los creadores del lenguaje y de sus signos.
- Datos: Q2889733